# Yang Bin (zapaśniczka)
Yang Bin – chińska zapaśniczka. Zdobyła brązowy medal na mistrzostwach Azji w 2014 roku.